# شو موریتا
شو موریتا (ژاپنی: 森田 翔؛ زادهٔ ۶ ژوئیهٔ ۲۰۰۳) یک بازیکن فوتبال اهل ژاپن است.
از باشگاه‌هایی که در آن بازی کرده‌است می‌توان به باشگاه فوتبال توکیو اشاره کرد.